# Provinsen Hannover
Hannover var en provins i Preussen. Den utgjordes av det tidigare Kungariket Hannover, som annekterades av Preussen efter det tyska enhetskriget. Provinsen fanns från 1868 till 1946 och provinshuvudstad var Hannover. 1946 upplöstes provinsen och uppgick förbundslandet Niedersachsen.

## Geografiska förhållanden
Provinsen Hannover var belägen i nordvästra delen av konungariket Preussen, vid Nordsjön, mellan
Elbe i öster och Nederländerna i väster. Hannover bestod väsentligen av tre delar: huvudområdet vid
Elbe, Weser och Aller, området väster om Oldenburg, som sammanhänger med det förra endast genom en
6 km bred remsa, samt den södra delen, vilken genom braunschweigska besittningar är alldeles skild från det nordöstra huvudområdet. Några små parceller lågdessutom spridda vid Weser och Harz, varförutom Jadeområdet på den oldenburgska kusten och de flesta tyska frisiska öarna hörde hit.
Hannover var övervägande ett slättland med sandåsar, hedar och mossar samt hade ett vidsträckt marskland vid Nordsjön. Endast de södra trakterna var bergiga. Huvudberget var Harz, av vilket större delen av övre Harz låg i Hannover, med landets högsta topp Bruchberg (926
m.). Mellan Harz i öster och Weser i väster sträckte sig från Eichsfeld i söder ett bergland, som hörde till Wesergebirge, med toppar på 400-500 m. Jorden mellan dessa berg var mycket fruktbar. Till stor del varbergen täckta av skog. Låglandet bestod närmast kusten cavett genom vallar skyddat, särdeles fruktbart marskland, som genom uppslamning äv flod och havsgyttja ständigt utvidgades. Där bakom låg det ofruktbara
geestområdet, upptaget av sandkullar och mossar. De senare fanns dels vid marsklandets innerkant, dels på båda sidorna av Ems, på den västra ligger Bourtanger Moor, på den östra flera andra. Geestområdet bestod till största delen av sandiga, ofruktbara marker. Hit hörde Lüneburgheden, som upptog nära en sjundedel av provinsens areal och som på stora sträckor lämnade endast ett knappt foder åt de hjordar av grovulliga får (Heidschnucken), som där underhölls. Hedens uppodling omöjliggjordes genom ett under ytan liggande lager av sten,
företrädesvis bestående av kvartssand, kallad
Ortstein.
Hannover ägde ansenliga vattendrag i sina floder, vilka var väl försedda med tillflöden och vid sitt utlopp bildade rymliga vikar. Elbe, som skapar nästan hela gränsen i nordväst, emottager från vänster Ilmenau, Seve, Este och Schwinge. Weser hade i Hannover ett lopp af 220 km. Dess förnämsta biflod, Aller, är segelbar från Celle. Ems genomflöt provinsen på en sträcka av 150 km.,
hela vägen segelbar, och upptog från h. Hase och Leda. Dessutom märkas Oste, som faller ut vid Elbemynningen, och Vechte i vänster, som likväl endast på en kort sträcka flyter inom Hannover. Sjöarna var få. Vid gränsen mot Schaumburg-Lippe träffas
Steinhudermeer, vid södra spetsen av Oldenburg
Dümmersee och på Harz Oderteich, 700 m. ö. h.

## Näringsliv
Invånarnas huvudnäringar var jordbruk, boskapsskötsel, bergsbruk och sjöfart. Av arealen var 33 procent åker eller trädgårdsland, 10
procent äng, 12 procent beten, 17 procent skog och 22 procent impediment (hed o. d.).
Marsklanden frambringade mycket säd, i synnerhet råg, därnäst vete, korn och raps. På den mera vattenfattiga jordmånen odlas företrädesvis bovete samt havre och potatis. I söder omväxlar frukt-, sädes-
och sockerbetsodling. Andra kulturväxter var lin, tämligen allmänt, hampa kring Bremen, och tobak. Skogarna fanns mest i det södra berglandet, medan vidsträckta områden av låglandet saknade skog.
Boskapsskötseln var utvecklad och förfogade över vidsträckta ängs-
och betesmarker, de senare dock inneslutande de magra hedarna. Förträffliga hästar uppföddes i mängd, och stuteriet i Celle var särskilt känt. Får underhölls inte till så stort antal som förr, däremot ha nötkreaturen ökats. Av de sistnämnda har Ostfriesland de största hjordarna och den bästa rasen. Därtill komma en omfattande biskötsel på Lüneburgheden och uppfödning av gäss i marsklanden.
Bergsbruket lämnar stenkol
(vid Osnabrück m. fl. ställen), brunkol, zink, bly- och kopparmalm, järnmalm (på Harz) samt salt
(kring städerna Hannover och Lüneburg). Torv, som i norr bildade det vanliga bränslet, exporteras i stor mängd.
Industrin var mest hemma i städerna, men saknades alldeles på vidsträckta områden. Viktiga industrier var linneindustrin (fabriksmässigt bedriven kring Osnabrück och Hildesheim),
ylleindustrin i södra berglandet (Einbeck,
Göttingen, Hameln), bomullsindustrien med några stora fabriker i Hannover, Linden o. a., tillverkning av läder, papper, trävaror, gummiartiklar, tobak och cigarrer
(särskilt i närheten av Bremen, i Osnabrück,
Emden, Hannover), socker m. m. Masugnar finnas i Harz och vid Osnabrück, järnindustri i Hannover,
Linden, Osnabrück, Hameln m. fl. st., fabriker för småsmide i Harz’ städer och i Salingerwald
(liar, knivar).
Segelfartyg byggdes i de ostfrisiska sjöstäderna, i Geestemünde, Harburg
o. a.
Provinsens handelsflotta utgjorde 1903
750 segelfartyg och 86 ångbåtar om tillhopa 55 498 ton.

## Befolkning och administrativa förhållanden
1905 var befolkningen 2 759 544 invånare, därav 86 procent evangeliska, 0,6 procent judar och 13 procent katoliker (mest i de forna riksomedelbara stiften Hildesheim och Osnabrück samt på Eichsfeld och i Arenberg-Meppen
samt i Lingen). De högsta kyrkliga myndigheterna var för de evangelisk-lutherska "Landeskonsistorium" i Hannover, för de reformerta konsistoriet i Aurich och för katolikerna biskoparna av Hildesheim och Osnabrück.
För administrationen var provinsen indelad i 6 regeringsområden (Hannover, Hildesheim, Lüneburg, Stade, Osnabrück och Aurich) och lyder under en överpresident. Regeringsområdena sönderföll i 78 kretsar. Provinsialständerna, som inrättades 1867 och utgjordes av såväl ärftliga som valda medlemmar, sammanträdde årligen under presidium av en lantdagsmarskalk, utsedd av regeringen. De har rätt, dock under regeringens kontroll, att besluta över kommunala angelägenheter, underhåll av stiftelser, offentliga samlingar, vägar o. s. v.
I preussiska deputeradekammaren hade Hannover 36, på tyska riksdagen 19 representanter. I rättsligt hänseende löd provinsen under Oberlandesgericht i Celle, under vilken sorterade 8 Landgerichte.

## Provinsen Hannovers överpresidenter
- 1867–1873: Otto zu Stolberg-Wernigerode
- 1873–1873: Karl Heinrich von Boetticher
- 1873–1878: Botho zu Eulenburg
- 1878–1888: Adolf Hilmar von Leipziger
- 1888–1897: Rudolf von Bennigsen
- 1898–1902: Constantin zu Stolberg-Wernigerode
- 1902–1914: Richard von Wentzel
- 1914–1917: Ludwig von Windheim
- 1917–1920: Ernst von Richter
- 1920–1933: Gustav Noske
- 1933–1933: Friedrich von Velsen
- 1933–1941: Viktor Lutze
- 1941–1945: Hartmann Lauterbacher
- 11 maj – 16 september 1945: Eberhard Hagemann
- 1945–1946: Hinrich Wilhelm Kopf